# Bristol Taurus
El Taurus es un motor radial de aviación de 14 cilindros en doble estrella, diseñado por la Bristol Engine Company en 1936. El Taurus se desarrolló agregando cilindros al diseño del Aquila, ya existente, creando un motor que producía algo más de 1000 hp (750 kW) con un peso muy bajo.
Bristol tenía la intención de utilizar los motores Aquila y Perseus como sus dos productos principales en la década de 1930, pero el rápido desarrollo de los aviones en tamaño y velocidad en esa época demandaban motores más grandes que aquellos. La mecánica de estos diseños se puso en configuraciones de doble estrella para desarrollar motores mucho más grandes; el Aquila derivó en el Taurus, y el Perseus en el Hercules.

## Diseño y desarrollo
El Taurus era un diseño con válvulas de camisa, resultando en que la parte externa del motor era extraordinariamente despejada y el ruido mecánico muy bajo. Ofrecía alta potencia con un peso relativamente bajo, comenzando con 1.015 hp (760 kW) en las primeras versiones. También era compacto, con un diámetro de 1170 mm, lo que lo hacía atractivo para los diseñadores de cazas. Desafortunadamente, el motor también ha sido descrito como "notoriamente problemático", con un desarrollo prolongado y un lento crecimiento de la potencia nominal. Después de varios años de desarrollo, la potencia se había incrementado de 1.015 hp (760 kW) a solo 1130 hp (840 kW). Como las aplicaciones más importantes de este motor se encontraban en los aviones que volaban a baja altura, los esfuerzos del desarrollo se centraron en el rendimiento del motor a baja altura.
Los primeros motores Taurus se entregaron justo antes que comience la Segunda Guerra Mundial y encontró uso principalmente en el Fairey Albacore y en el torpedero Beaufort de la propia Bristol. A partir de 1940, se sugirió reemplazar los motores Taurus por el famoso Pratt & Whitney R-1830 Twin Wasp, pero este cambio se pospuso en otoño (boreal) de 1941 mientras se intentaba solucionar los problemas de fiabilidad del Taurus, y luego se pospuso nuevamente por la escasez de motores Twin Wasp. El Twin Wasp era, sin embargo, fuertemente preferido, especialmente para puestos en el extranjero, debido a su fiabilidad mucho mayor. En los últimos modelos del Taurus se solucionaron los problemas de fiabilidad en gran medida, cambiando los procesos de fabricación de los cilindros, y a pesar de su pobre reputación, se mantuvo en producción para el Albacore hasta que este avión se dejó de fabricar en 1943.
No hubo otras aplicaciones operacionales del motor Taurus, porque sus problemas de fiabilidad inicial desalentaron el desarrollo de aeronaves propulsadas por el Taurus, y porque más tarde, los aviones de combate exigían motores más potentes. Sus líneas de producción se cerraron en favor de los motores Hercules.

## Variantes
Taurus II
1940 1.060 hp.
Taurus III
935 hp.
Taurus VI
985 hp.
Taurus XII
1940 985 hp. Relación del compresor disminuida, se incrementó el diámetro del impulsor.
Taurus XVI
1940 985 hp.
Taurus XX
Motor de pruebas solamente, se construyó un ejemplar.

## Aplicaciones

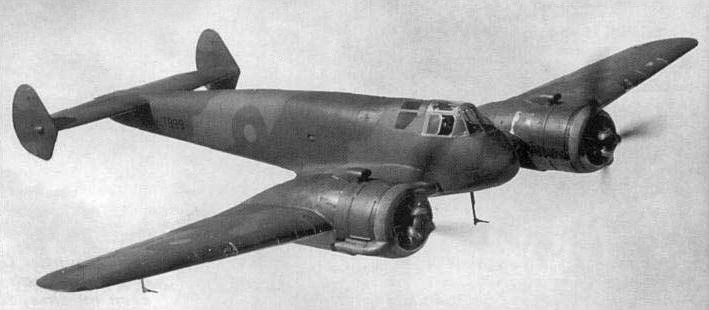
Gloster F.9/37 equipado con el Bristol Taurus.

Nota:
- Bristol Type 148
- Bristol Beaufort
- Fairey Albacore
- Fairey Battle
- Gloster F.9/37

## Epecificaciones (Taurus II)[4]
- Tipo: motor radial de 14 cilindros en doble estrella, con supercargador, enfriado por aire, con doble encendido
- Diámetro: 127 mm
- Carrera: 143 mm
- Cilindrada: 25.400 cc
- Largo: 1.250 mm
- Diámetro: 1.175 mm
- Peso: 590 kg
- Válvulas: válvulas de camisa
- Compresor: centrífugo de una velocidad
- Alimentación: carburador Claudel-Hobson
- Combustible: gasolina de 87 octanos
- Refrigeración: por aire
- Potencia:

996 hp (743 kW) a 3.225 rpm para el despegue
1.050 hp (783 kW) a 3.225 rpm a 1.520 m
- Cilindrada/potencia: 41,51 hp/litro (30,83 kW/litro)
- Compresión: 7,2:1
- Consumo: 190 g/(hp·h) (261 g/(kW·h))
- Potencia/peso: 1,78 hp/kg (1,33 kW/kg)
- Caja reductora: 0,444:1, Farman epicíclica

### Fuente
- Esta obra contiene una traducción  derivada de «Bristol Taurus» de Wikipedia en inglés, publicada por sus editores bajo la Licencia de documentación libre de GNU y la Licencia Creative Commons Atribución-CompartirIgual 4.0 Internacional.

- Datos: Q917981
- Multimedia: Bristol Taurus / Q917981